# Maroussia
Maroussia (titre original russe : Маруся) est une nouvelle de l'écrivaine russo-ukrainienne Marko Vovtchok publiée en 1871. En France, la nouvelle a été adaptée en roman par l'éditeur français Pierre-Jules Hetzel, roman qui a paru en 1878 sous le nom d'auteur P. J. Stahl (pseudonyme de l'éditeur). Elle relate l'histoire, au XVIIe siècle, de la petite Maroussia, au temps où l'Ukraine essaie de se libérer des emprises polonaises et russes. L'Académie française décernera au roman le Prix Montyon en 1879.

## Historique
Maroussia, une des nouvelles ukrainiennes que Marko Vovtchok écrit en 1871, et qui est publié à Saint-Pétersbourg (Russie), fait connaître son auteur en France. Lors d'un de ses séjours à Paris, la jeune écrivaine rencontre l'éditeur Pierre-Jules Hetzel. Il va publier quelques-uns de ses contes dans son Journal de l'éducation et de divertissement, tels L'Ours de Sibérie, La Fille du Cosaque ou Le Songe (que l’éditeur rebaptisera Le Chemin glissant). Marko Vovtchok fait lire à Hetzel la traduction française de Maroussia. Touché par ce récit du tragique destin d'une petite fille ukrainienne, Hetzel va remanier le texte et l'adapter au goût français.
Maroussia paraît d'abord dans le journal Le Temps, du 15 décembre 1875 au 9 janvier 1876, puis en 1878 dans le journal illustré d'Hetzel, Magasin d'éducation et de récréation, assorti cette fois de 46 illustrations du peintre alsacien Théophile Schuler. Jules Verne, qui a beaucoup aimé Maroussia (« Votre Maroussia, mon cher ami, est une perle (...) », écrit-il à Hetzel), persuade l'éditeur de publier l'histoire sous la forme de livre. Ce sera fait en 1878 : le roman paraît dans la collection « Bibliothèque d'éducation et de récréation » des éditions Hetzel, agrémenté de 61 illustrations de Théophile Schuler et de neuf autres de Charles Baude.

## Succès de librairie en France
Maroussia est un très grand succès en France. Ce récit patriotique de la lutte ukrainienne contre l’envahisseur ennemi raconté via le personnage de l'attachante petite Maroussia, trouve un écho particulier en France à une époque où l'Alsace-Lorraine est occupée par les Prussiens (il trouvera un nouvel écho lors des deux guerres mondiales) : « Derrière l’Ukraine, il faut lire l’Alsace et la Lorraine envahie par la Prusse ; derrière Maroussia, il faut voir une petite Alsacienne. (...) Marko Vovtchok a écrit un récit militant. Utilisé comme œuvre de propagande, Maroussia a été transformée à tort en littérature de jeunesse, mais les enjeux étaient bien plus grands. » La dernière gravure de l'édition française de Hetzel montre une Maroussia se tenant fièrement debout, le bras levé, telle la statue de la liberté ; la légende du dessin titre : « Il est malheureusement plus d’une Ukraine au monde ; veuille Dieu que, dans tous les pays que la force a soumis au joug de l’étranger, il naisse beaucoup de Maroussia capables de vivre et de mourir comme la petite Maroussia. ».
Le livre est encensé par les critiques littéraires et par les écrivains (Flaubert, Verne). En 1878, le quotidien La République française, dans sa revue des livres d'étrennes, qualifie Maroussia de « Jeanne d'Arc des steppes ». Le Ministère de l'Éducation nationale (alors appelé Ministère de l'Instruction publique) recommandera le roman aux bibliothèques scolaires et municipales. Le 30 mars 1879, Maroussia est couronné par l'Académie française (le Prix sera décerné à Pierre-Jules Hetzel). Le roman est très vite traduit dans de nombreuses langues et sera publié à New York et au Brésil.

## Division sur le nom de l'auteur
Maroussia sera édité non pas sous le nom de Marko Vovtchok mais sous celui de P.-J. Stahl, le pseudonyme de Pierre-Jules Hetzel. La mention « d'après une légende de Markowovzok » figurera sur la couverture. Cela provoquera un conflit entre l'éditeur français et l'écrivain russe Ivan Tourgueniev, qui avait à cœur de défendre l’œuvre et les droits d’auteur de son amie Marko Vovtchok. « J'y ai mis autant de moi que j'ai laissé de vous, il est bien à nous deux et de nous deux. » écrira Hetzel à Marko Vovtchok à propos de Maroussia, dans une lettre du 3 août 1875. Nonobstant la déclamation d'Hetzel, Marko Vovtchok percevra trois fois moins de droits d'auteur que lui. Cela n'empêchera pas leur collaboration de se poursuivre jusqu'en 1905. L'éditeur français fait d'elle la représentante de la maison Hetzel en Russie et lui confie la traduction en russe et en ukrainien des romans de Jules Verne.
En France, Maroussia sera régulièrement réédité avec le même succès jusqu’à la fin des années 1970 (après 1945, les rééditions seront souvent abrégées et adaptées), toujours sous le nom de P.-J. Stahl. La reprise des rééditions se fera en 1991 et coïncidera avec l'accession à l'indépendance de l'Ukraine après la chute du bloc communiste. La dernière réédition date de 1996, et en 2008, est paru un fac-simile de l'édition de P. J. Stahl.

## Résumé
Œuvre engagée condamnant l’occupation russe en Petite Russie (Ukraine), le roman relate l'histoire, au XVIIe siècle, de la petite Maroussia, fille de Cosaque ukrainien : elle aide un chef indépendantiste recherché qui, avec les siens, lutte pour libérer le pays écartelé entre les emprises polonaises et russes.

## Prix et récompenses
- Prix Montyon de littérature décerné par L'Académie française en 1879[1].

## Hommage

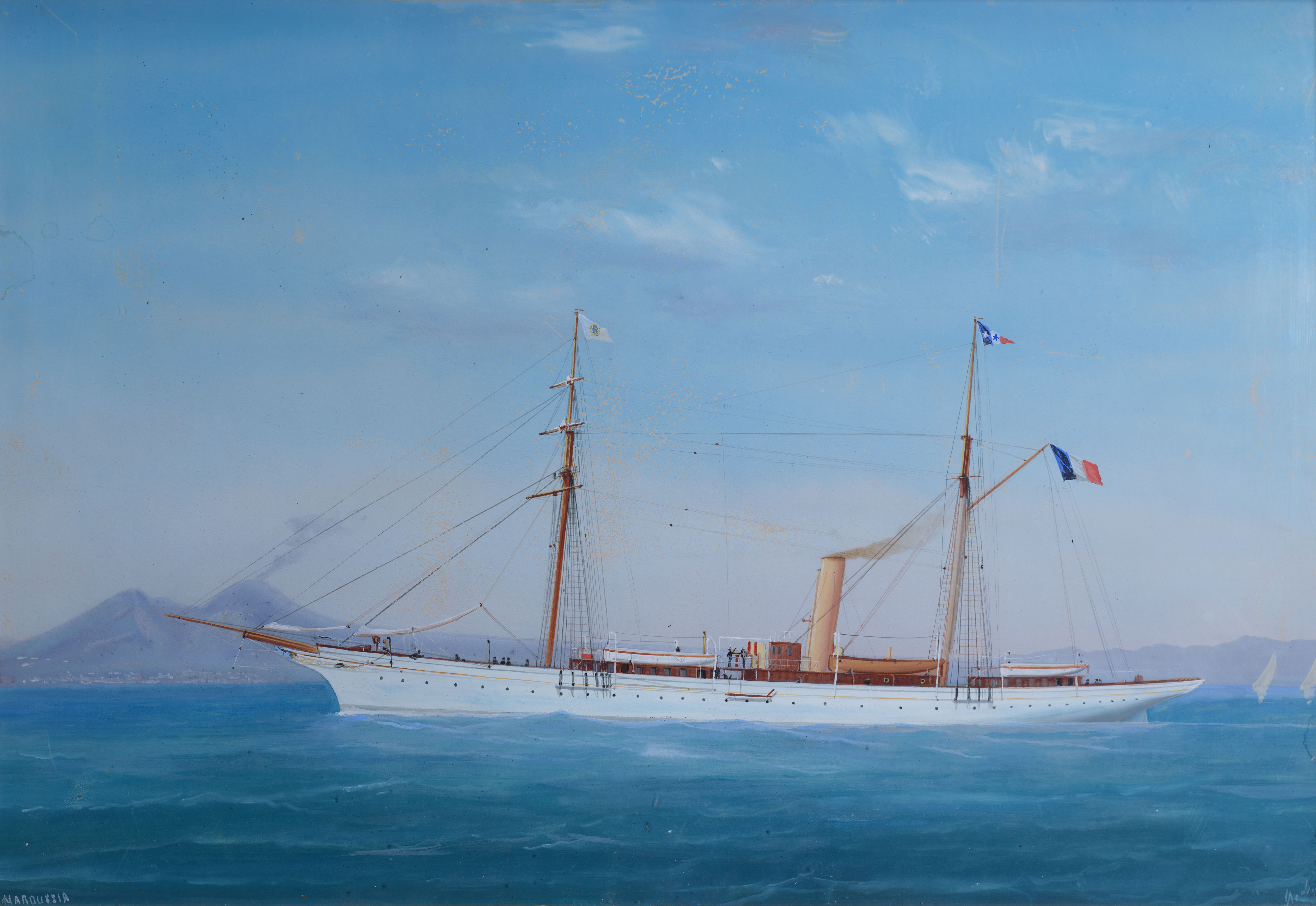
Le Maroussia, yacht du duc d'Orléans

- En l'honneur du roman, l'explorateur Louis Philippe Robert, duc d'Orléans (1869-1926) baptise du nom de Maroussia le yacht avec lequel il effectue, en 1904, sa première expédition polaire[14].

## Éditions françaises
(liste non exhaustive extraite de la Bibliothèque nationale de France)
- 1878 : Maroussia, sous-titré : Par P.-J. Stahl, d'après une légende de Markowovzok - Dessins par Théophile Schuler, gravures par Adolphe-François Pannemaker ; Paris : J. Hetzel, collection : Bibliothèque d'éducation et de récréation, 272 p.  Lire en ligne ;
- 1926 : Maroussia, par P. J. Stahl - Paris : Hachette, collection : Bibliothèque verte : nouvelle bibliothèque d'éducation et de récréation, 245 p.  (version abrégée)[15] ;
- 1954 : Maroussia, par P. J. Stahl - Adaptation de Jean Perrot - Paris : F. Nathan, collection : « Œuvres célèbres pour la jeunesse », 191 p.  (version abrégée) ;
- 1955 : Maroussia, par P. J. Stahl - Illustrations de Pierre Le Guen, Paris : Éditions G. P., collection « Bibliothèque rouge et or », no 88, 192 p. p.  (version abrégée) ;
- 1960 : Maroussia, par P. J. Stahl - Adaptation de A. Dupuis, Paris : O.D.E.J., Collection : « Nouvelle vogue », 128 p.  (version abrégée) ;
- 2008 : Maroussia, sous-titré : Texte inédit de Marko Vovtchok... ; présenté par I. Dmytrychyn ; Paris : L'Harmattan, collection :  « Présence ukrainienne », 272 p. p.  (contient le fac-similé de Maroussia par P. J. Stahl)  (ISBN 978-2-296-07566-5).